# 美咲あや
美咲 あや（みさき あや、1996年6月1日 - ）は、日本のAV女優。ティーパワーズ所属。

## 略歴・人物
東京都出身。2016年2月にマックス・エーの専属女優としてAVデビュー。
趣味は500円玉貯金、特技は書道。

## 出演作品

### アダルトDVD
2016年
- 新人DEBUT!! 素顔のままで（2月12日、マックス・エー）
- 必撮美少女 見つめながら言われたいエッチなこ・と・ば♥（3月25日、マックス・エー）
- 一度は経験してみたい!! 美少女泡姫桃源郷（4月25日、マックス・エー）
- OL監禁ボディドール（5月25日、マックス・エー）
- 陵辱学園（6月13日、マックス・エー）共演:春宮すず
- 中年オヤジだらけの真正中出し解禁（12月1日、本中）
- 下校途中に買い食いするJKを狙い… 媚薬を盛られた事も分からず発情し巨チンでイキまくるチャリ通JK（12月9日、DOC）他出演:さくらみゆき、綾瀬さと美
- お金の為だと割り切って友達だけどSEXして下さい!! JK編 vol.3（12月19日、DOC）他出演:星乃ゆづき、加藤えま、咲良つむぎ、高城アミナ、篠崎みお、夏樹まりな
- モニタリング 彼女の妹×彼氏×マジックミラーの向こうには彼女! 妹と彼氏が二人っきりの密室でパンチラ過激ミッションに挑戦! 姉の彼氏に間近で見られて思わず赤面!パンツにしみが! 互いに意識し二人はどこまでやってしまうのか?（12月22日、SODクリエイト）※「もも」名義　他出演:あい、ゆか、ことり、ゆき
- ナンパJAPAN検証企画 シロウト専門学生限定! 男女の友情を徹底調査!! お金の為と割り切って友達同士がHなゲームに挑戦! 先に手を出したのはまさかの女子!? 躊躇する草食男子を誘惑する肉食女子がうまのりになり中出しセックスまでしちゃいました!!（12月25日、ナンパJAPAN）※「のぞみ」名義　他出演:さくら、あみ、たかこ
- 街中で絶対領域を丸出しで自撮りしていたスキだらけのミニスカ女子をナンパ! 初々しいリアクション!生々しいSEX! 臨場感あふれるガチ素人娘のハメ撮りVTR!!（12月25日、ナンパJAPAN）※「まりん」名義　他出演:りか、ちえ、かな
- 最高の愛人と、最高の中出し性交。 7（12月30日、プレステージ）
- 寝取らせ 17（12月30日、DOC）

2017年
- マジックミラー号 「EDになってしまった男性を勃起させてくれませんか?」と街で声をかけた夜のお仕事で働く蝶たちの、超舌(ちょうぜつ)テクニックでED君たちのふにゃチンをビンビン勃起チ○コへ!（1月6日、SODクリエイト）※「はるな」名義　他出演:あきこ、りな、まりこ
- マジックミラー号 結婚式終わり、未婚のパーティードレスの女性がほろ酔いの中、Hなゲームでチ○コを両手に持たせたら、火が付き生まれて初めて3Pセックスへ!（2月2日、SODクリエイト）※「あき」名義　他出演:さゆり、まき
- 下半身丸出し痴漢（2月16日、ナチュラルハイ）他出演:桜咲姫莉、篠崎みお、はるのるみ
- 募集ちゃんTV×PRESTIGE PREMIUM 27（2月17日、プレステージ）他出演:桜咲姫莉、佳苗るか、青山未来
- わたし、ドMになりました。 チ●ポ脳がMAX過ぎる絶倫底辺オヤジにクソ真面目過ぎる新人OLが毎朝毎晩、帰宅する度に中出しレ●プされてドーパミン全開でM洗脳されそのオヤジに恋しちゃうお話です。（3月7日、えむっ娘ラボ）
- 狂父の家。 娘には指一本も挿れさせない。（3月13日、ミニマム）
- 120％リアルガチ軟派伝説 vol.46 in 立川&町田（3月17日、プレステージ）※「ゆりな」名義　他出演:れな、まりな、さとみ、かりな
- 結婚記念日に夫婦で泊まったホテルで、無理やり他人とセックスさせられるが徐々に感じ出しイキまくるホロ酔い清純妻（3月17日、DOC）他出演:筒井まほ、松下美織
- YOUはナニしに東京へ? 1（4月14日、S級素人）他出演:稲村ひかり、三宅美香

### イメージDVD
- Aya ハニースマイル・美咲あや（2016年6月16日、REbecca）